# Svedjebodvallen
Svedjebodvallen är ett naturreservat i Nordanstigs kommun i Gävleborgs län.
Området är naturskyddat sedan 2007 och är 22 hektar stort. Reservatet består av äldre grovvuxen granskog med lövträd. 